# 大洋間鉄道
テワンテペク地峡大洋間回廊鉄道（スペイン語: Tren Interoceánico del Corredor Interoceánico del Istmo de Tehuantepec）、通称「大洋間鉄道（Tren Interoceánico）」は、メキシコの公共交通システムの名称。メキシコ政府が主導する国家鉄道計画の1つで、既存の鉄道路線を再整備する事で、テワンテペク地峡を横断し太平洋と大西洋を繋ぐ物流ルートの構築や沿線の経済や文化の発展を目的としている。2023年に開通したZ線を含め、3つの系統の運用が予定されており、2025年現在はメキシコ海軍が所有するテワンテペク地峡会社（Ferrocarril del Istmo de Tehuantepec S.A. de C.V.）によって運営されている。

## 概要
2020年、当時のメキシコの大統領であったアンドレス・マヌエル・ロペス・オブラドールは、国家開発計画の優先事案として、テワンテペク地峡の鉄道網の改修および旅客輸送の復活に際し、計画開始に伴い30億ペソ、プロジェクト全体で約200億ペソを投入する事を発表した。これに伴い、貨物列車の最高速度を従来の20 km/hから70 km/hに向上する他、旅客列車の最高速度も100 km/hとする事が可能となる旨が報告された。
そして同年からまずメキシコ湾と大西洋を結ぶZ線の整備が同年3月から始まり、当初の計画通り2023年に完了した後、同年9月から試運転が開始された。そして同月以降貨物列車が、12月からは旅客列車の運行が開始された。続けて翌2024年9月にはFA線の営業運転が開始されている。

## 系統
- Z線（Línea Z） - メキシコ湾沿いのサリナ・クルスと大西洋に面した ベラクルス州の港湾都市・コアツァコアルコスを結ぶ経路。「大洋間鉄道」最初の路線として2023年から営業運転を開始した[1][2]。
- FA線（スペイン語版）（Línea FA） - コアツァコアルコスとチアパス州に位置するパレンケを結ぶ経路。ユカタン半島で建設が進むマヤ鉄道（スペイン語版）との接続を予定しており、同鉄道と大洋間鉄道を結ぶ役割を有する[1][6]。
- K線（スペイン語版）（Línea K） - イテスペック（スペイン語版）とシウダー・イダルゴ（スペイン語版）を結ぶ経路。将来的にはグアテマラへの直通運転も計画されている[1]。

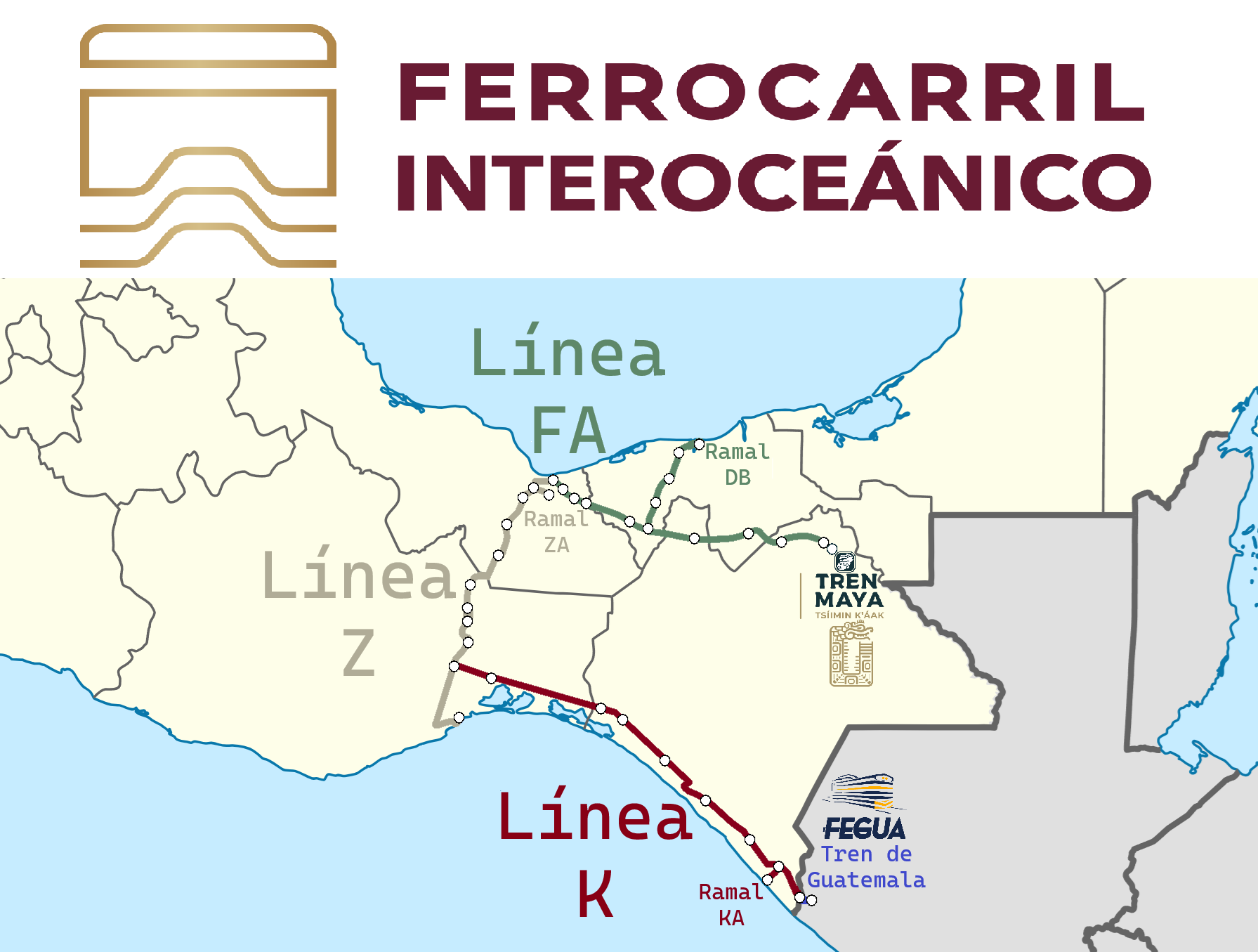
計画されている路線網

## 車両

### 機関車
- SD70M - アメリカ合衆国のユニオン・パシフィック鉄道から購入したディーゼル機関車[10][10]。
- F59PH（英語版） - カナダのGOトランジットから購入したディーゼル機関車[10]。
- その他 - 大洋間鉄道には上記に加え、U23B（英語版）、B23-7（英語版）、B30-7（英語版）、B39-8、8-40B、GP40-2、GP38-2、GP20、GP10（英語版）、SD60の各形式のディーゼル機関車が在籍する[10]。

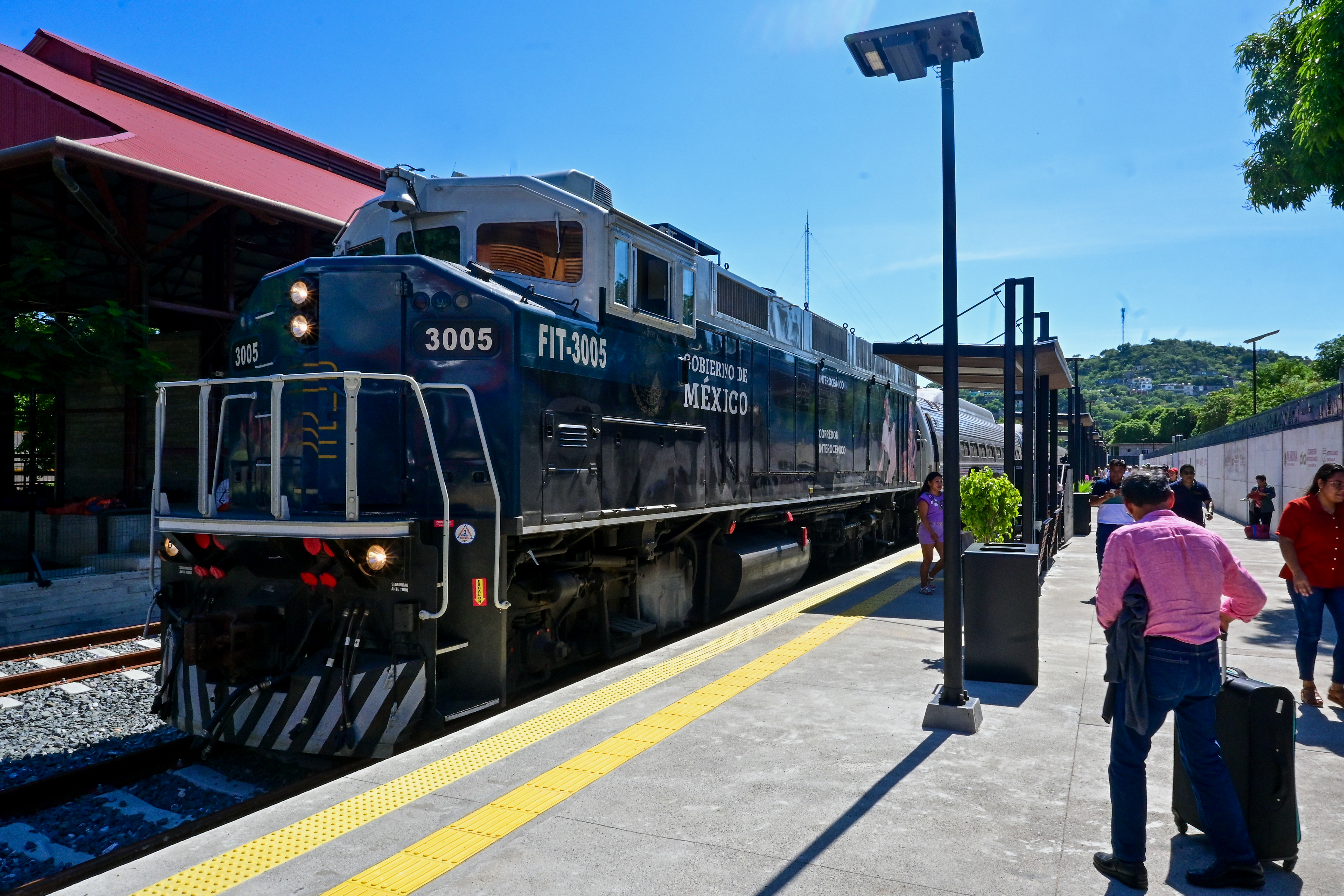
F59PH（2024年撮影）

### 旅客用車両
- HST - 元はイギリスで使用されていた高速ディーゼル列車。2両のディーゼル機関車（43形（英語版））が客車（マーク3）を挟み込む編成を構成する[10][3]。
- シティリンク - 元はメキシコのライトレールであった「トレン・トゥリスティコ・プエブラ-チョルラ（スペイン語版）」で使用されていた部分超低床車両。同路線の廃止に伴い大洋間鉄道への譲渡が行われており、ベラクルス州の近郊路線での使用が予定されている[10][11]。
- 客車 - 大洋間鉄道の旅客輸送開始に向けて、アメリカ合衆国から12両の客車の譲渡が行われている。その中には、ドームカーの「スタンピード・パス（Stampede Pass）」（1両）、アムトラックが導入したアムフリート（3両）、アムトラックが導入した気動車「SPV-2000（英語版）」を客車に改造した車両（5両）が含まれている[10][12]。

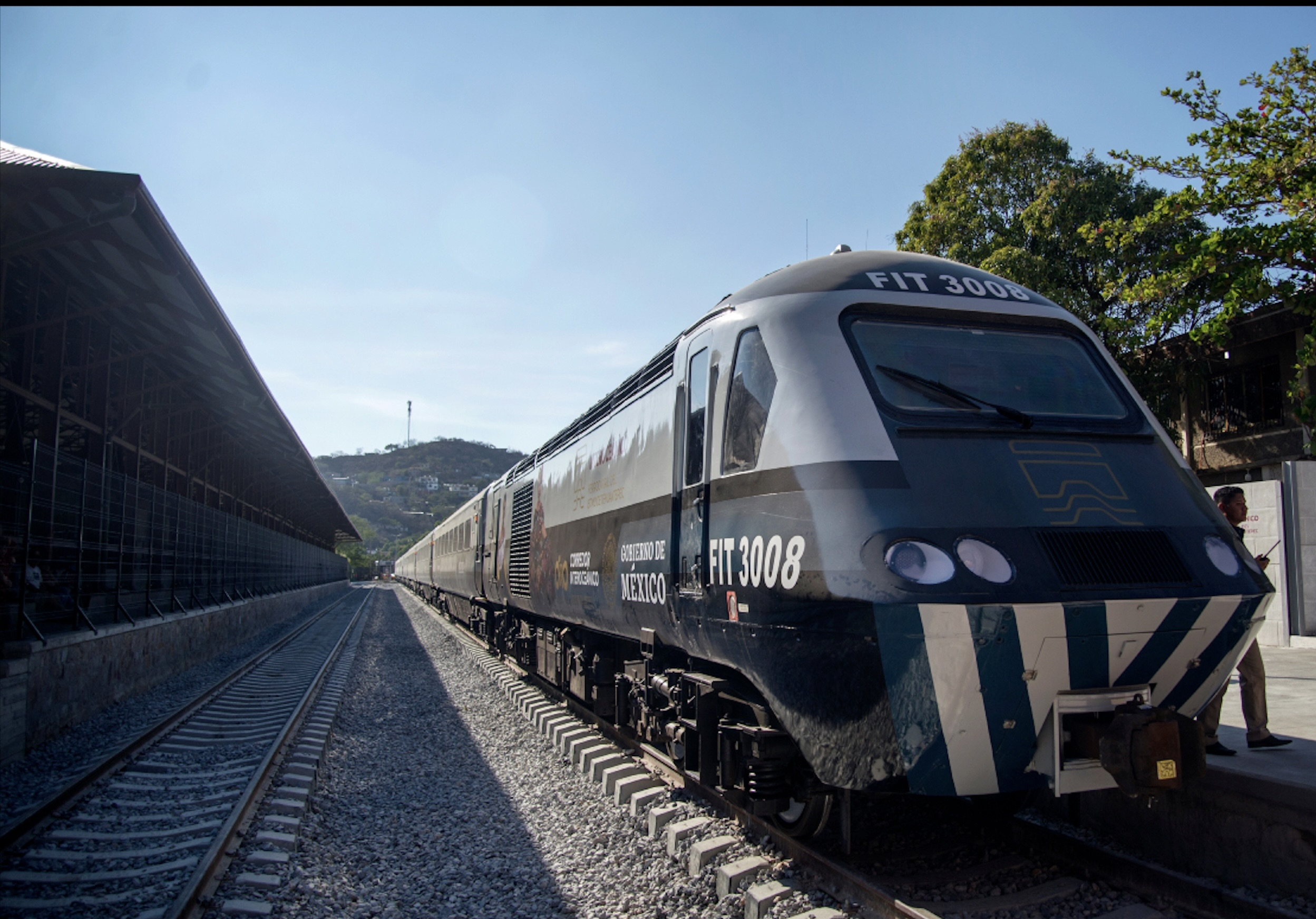
HST（2024年撮影）
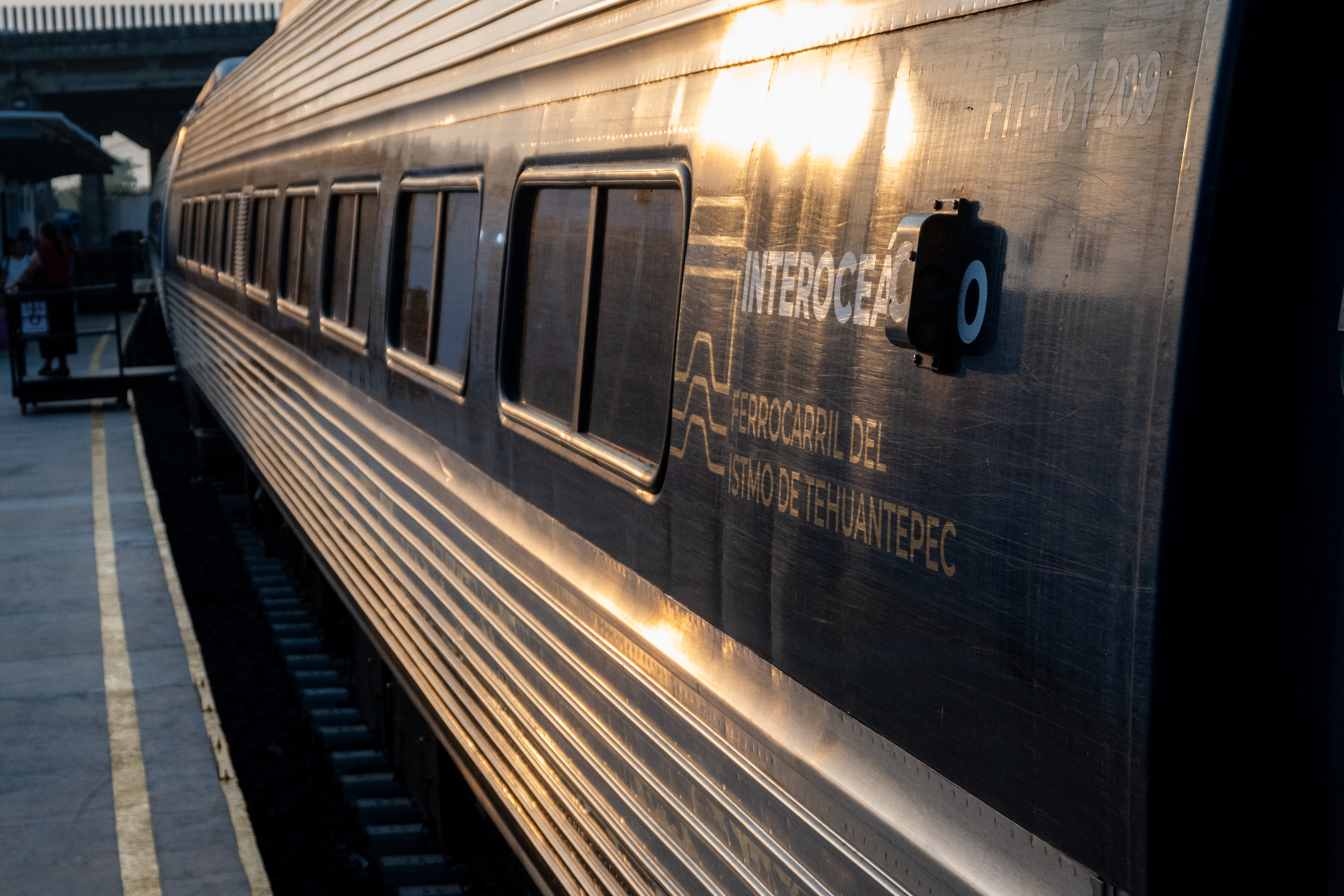
客車（2024年撮影）